# Caprella constantina
Caprella constantina är en kräftdjursart som beskrevs av Mayer 1903. Caprella constantina ingår i släktet Caprella och familjen Caprellidae. Inga underarter finns listade i Catalogue of Life.